# Janez Levec
Janez Levec   (Začret, 23 d'octubre de 1943 - 13 de gener de 2020) fou un enginyer químic i professor d'Enginyeria Química a la Facultat de Química i Tecnologia, Universitat de Ljubljana i cap del Laboratori per a la catàlisi i l'enginyeria de les reaccions a l'Institut Nacional de Química (NIC).
Va estudiar enginyeria química (1968) i va acabar el seu doctorat el 1972. Durant els anys 1968-1970 va treballar per a la companyia farmacèutica Lek com a enginyer de recerca i desenvolupament. El 1974 va ser promogut a ajudant, el 1979 a associat, i el 1984 a catedràtic d'enginyeria química. El 1985 va ser nomenat com a cap del Laboratori per a la catàlisi i l'enginyeria de reacció al NIC.
Entre 1991 i 1996 va dur a terme una investigació sobre l'oxidació de contaminants orgànics en les aigües residuals per a la Unió Europea.
Va ser escollit membre associat de Acadèmia Eslovena de Ciències i Arts (SAZU) el 27 de maig de 1997, i membre el 12 de juny de 2003. Levec era cap de la subsecció Ciències Tècniques en la SAZU.
Les seves prediccions de caigudes de pressió i pujades de retenció de líquids en reactors de llit percolador, així com els seus treballs pioners sobre l'oxidació dels compostos orgànics contaminants en aigües residuals industrials són alguns dels temes tractats.